# Centaurea wettsteinii
Centaurea wettsteinii — вид квіткових рослин родини айстрових (Asteraceae). Ареал: північна Греція.

## Середовище
Населяє вапнякові скелі, скелясті схили, яри, лісові галявини, субальпійські луки.